# Rok Štraus
Rok Štraus (Maribor, Eslovenia, 3 de marzo de 1987) es un futbolista esloveno que juega como centrocampista.
Jugó para clubes como el M. N. K. Izola, Brescia Calcio, U. S. Salernitana 1919, N. K. Celje, Ergotelis de Creta, Widzew Łódź y Yokohama F. C.

## Trayectoria

### Clubes
| Club                            | País      | Año       |
| ------------------------------- | --------- | --------- |
| M. N. K. Izola                  | Eslovenia | 2003      |
| F. C. Messina Peloro            | Italia    | 2005-2008 |
| F. C. Rieti (cedido)            | Italia    | 2005      |
| Brescia Calcio (cedido)         | Italia    | 2006      |
| U. S. Salernitana 1919 (cedido) | Italia    | 2007      |
| N. K. Celje                     | Eslovenia | 2008-2011 |
| K. S. Cracovia                  | Polonia   | 2011-2014 |
| Ergotelis de Creta              | Grecia    | 2014-2015 |
| Widzew Łódź                     | Polonia   | 2015      |
| Yokohama F. C.                  | Japón     | 2015-2016 |
| F. K. Utenis Utena              | Lituania  | 2017      |
| N. K. Celje                     | Eslovenia | 2017-     |

## Palmarés

### Títulos nacionales
| Título                    | Club        | País      | Año  |
| ------------------------- | ----------- | --------- | ---- |
| Primera Liga de Eslovenia | N. K. Celje | Eslovenia | 2020 |